# Чемпіонат України з легкої атлетики в приміщенні 2019
Чемпіонат України з легкої атлетики в приміщенні 2019 серед дорослих був проведений з 7 по 9 лютого в легкоатлетичному манежі Сумського державного університету. В окремих дисциплінах чемпіонату взяли участь легкоатлети Туреччини та Ізраїлю. За результатами чемпіонату було сформовано національну команду для участі в чемпіонаті Європи в приміщенні.
Головною подією першого дня були фінальні змагання жінок зі стрибків у висоту. Відразу трьом дівчатам вдалося подолати планку на висоті 1,97 м — киянкам Юлії Левченко, Ірині Геращенко, а також харків'янці Катерині Табашник. Після цього глядачі побачили стрибки і на 2,01 м — цю висоту намагалися штурмувати Левченко та Табашник. Втім, жодна взяти її не змогла. За спробами золота нагорода дісталася Левченко, срібна — Геращенко, бронзова — Табашник. Найкращий результат сезону у світі показала переможниця змагань п'ятиборок Аліна Шух з Київщини — 4581 очко. Причому в трьох видах вона встановила особисті рекорди — 60 метрів з бар'єрами (8,86), штовханні ядра (15,08 м) та бігу на 800 метрів (2.15,24).
На 800-метрівці у чоловіків лише особистий рекорд міг дозволити волинянину Євгену Гуцолу відібратися на чемпіонат Європи. І Євген виконав це завдання — 1.49,00. Марина Бех-Романчук з Хмельниччини, срібна призерка чемпіонату Європи зі стрибків у довжину, в Сумах здобула впевнену перемогу, до якої додала особистий рекорд — 6,85. Не відбулося несподіванок і в стрибках з жердиною у жінок. Тут тріумфувала харків'янка Марина Килипко, яка з першої спроби подолала 4,50. А от ще один титулований атлет — Андрій Проценко з Херсонщини — міг залишитися взагалі без п'єдесталу. У стрибках у висоту після двох невдалих спроб на 2,23 він переніс останню на 2,26 — і не схибив. А потім ще й з першої взяв і переможні 2,30. Командний залік чемпіонату України виграв Київ.
Одночасно з основним чемпіонатом був проведений чемпіонат України з легкоатлетичних багатоборств у приміщенні.

## Призери

### Чоловіки
| Дисципліни                | Золото                                                                              | Золото     | Срібло                                                                                | Срібло     | Бронза                                                                          | Бронза     |
| ------------------------- | ----------------------------------------------------------------------------------- | ---------- | ------------------------------------------------------------------------------------- | ---------- | ------------------------------------------------------------------------------- | ---------- |
| 60 метрів                 | Олександр Соколов Миколаївська область                                              | 6,68 PB    | Василь Макух Київ                                                                     | 6,79       | Кайган Озер Туреччина                                                           | 6,81       |
| 200 метрів                | Станіслав Коваленко Дніпропетровська область                                        | 21,88 PB   | Кирило Приходько Донецька область                                                     | 22,08 PB   | Данило Шаматрин Київ                                                            | 22,27 =PB  |
| 400 метрів                | Віталій Бутрим Сумська область                                                      | 47,16 SB   | Данило Даниленко Волинська область                                                    | 47,46      | Олексій Поздняков Донецька область                                              | 47,65 PB   |
| 800 метрів                | Євген Гуцол Волинська область                                                       | 1.49,00 PB | Олег Миронець Чернівецька область                                                     | 1.49,35 PB | Роман Фесенко Київська область                                                  | 1.51,12 PB |
| 1500 метрів               | Володимир Киц Київська область                                                      | 3.56,89 SB | Юрій Кіщенко Одеська область                                                          | 3.56,96    | Андрій Аліксійчук Донецька область                                              | 3.57,11    |
| 3000 метрів               | Володимир Киц Київська область                                                      | 8.05,80 SB | Василь Коваль Житомирська область                                                     | 8.14,86 SB | Артем Алфімов Донецька область                                                  | 8.25,10 PB |
| 60 метрів з бар'єрами     | Артем Шаматрин Київ                                                                 | 7,88 =SB   | Богдан Чорномаз Київ                                                                  | 7,91       | Максат Кандимов АР Крим                                                         | 7,92 PB    |
| 3000 метрів з перешкодами | Василь Коваль Житомирська область                                                   | 8.40,98 SB | Роман Ростикус Львівська область                                                      | 9.06,35 SB | Костянтин Коляда Львівська область                                              | 9.07,64 SB |
| 4×400 метрів              | Сумська областьВіталій Бутрим Федір Савостян Олександр Погорілко Михайло Тютюнников | 3.16,50    | Донецька областьЄвген Винничук Андрій Аліксійчук Олексій Кривошанов Олексій Поздняков | 3.19,08    | Харківська областьДмитро Бікулов Віктор Голубєв Валентин Діравка Кирило Белашев | 3.19,41    |
| Стрибки у висоту          | Андрій Проценко Херсонська область                                                  | 2,30       | Вадим Кравчук Львівська область                                                       | 2,23       | Андрій Ковальов Херсонська область                                              | 2,20       |
| Стрибки з жердиною        | Ілля Кравченко Київська область                                                     | 5,40 PB    | Кирило Кіру Київська область                                                          | 5,30 =PB   | Іван Єрьомін Дніпропетровська область                                           | 5,20 =SB   |
| Стрибки у довжину         | Владислав Мазур Житомирська область                                                 | 7,80 SB    | Сергій Никифоров Київська область                                                     | 7,73 SB    | Ярослав Ісаченков Харківська область                                            | 7,60       |
| Потрійний стрибок         | Павло Безніс Харківська область                                                     | 16,33 PB   | Олександр Малосілов Донецька область                                                  | 16,12      | Артем Коноваленко Донецька область                                              | 15,80 PB   |
| Штовхання ядра            | Ігор Мусієнко Сумська область                                                       | 19,54 PB   | Віктор Самолюк Київська область                                                       | 19,49 PB   | Роман Кокошко Одеська область                                                   | 18,82      |
| Семиборство               | Василь Іваницький Львівська область                                                 | 5863       | Руслан Малогловець Дніпропетровська область                                           | 5678       | Вадим Адамчук Вінницька область                                                 | 5446       |

### Жінки
| Дисципліни                | Золото                                                                          | Золото      | Срібло                                                                          | Срібло      | Бронза                                                                                  | Бронза      |
| ------------------------- | ------------------------------------------------------------------------------- | ----------- | ------------------------------------------------------------------------------- | ----------- | --------------------------------------------------------------------------------------- | ----------- |
| 60 метрів                 | Яна Качур Київ                                                                  | 7,39        | Марія Мокрова Київ                                                              | 7,56        | Аліна Калістратова Харківська область                                                   | 7,57 =SB    |
| 200 метрів                | Олена Радюк Донецька область                                                    | 25,15 PB    | Вікторія Луніка Сумська область                                                 | 25,81 SB    | Євгенія Мучарова Сумська область                                                        | 26,02 PB    |
| 400 метрів                | Тетяна Мельник Київ                                                             | 53,23       | Анна Рижикова Дніпропетровська область                                          | 53,49 SB    | Катерина Климюк Запорізька область                                                      | 54,36       |
| 800 метрів                | Тетяна Петлюк Київ                                                              | 2.04,71 SB  | Юлія Чехівська Вінницька область                                                | 2.06,54 PB  | Наталія Пироженко-Чорномаз Донецька область                                             | 2.07,41 PB  |
| 1500 метрів               | Орися Дем'янюк Львівська область                                                | 4.32,67     | Вікторія Шкурко Київська область                                                | 4.35,07     | Людмила Даниліна Київська область                                                       | 4.37,13 SB  |
| 3000 метрів               | Ольга Ляхова Полтавська область                                                 | 9.39,62 PB  | Юлія Мороз Київська область                                                     | 9.41,18 PB  | Вікторія Шкурко Київська область                                                        | 9.41,53 PB  |
| 60 метрів з бар'єрами     | Анна Плотіцина Київська область                                                 | 8,10        | Ганна Чубковцова Київ                                                           | 8,23        | Наталія Ручківська Київ                                                                 | 8,34        |
| 3000 метрів з перешкодами | Ярослава Ястреб Київська область                                                | 10.53,61 PB | Вікторія Дуткевич Львівська область                                             | 11.03,34 PB | Любов Север'янова Харківська область                                                    | 11.07,84 PB |
| 4×400 метрів              | Донецька областьАнастасія Голєнєва Марія Миколенко Олена Радюк Аліна Логвиненко | 3.44,88     | Вінницька областьЮлія Чехівська Тетяна Дорошенко Інна Ковтун Олена Колесніченко | 3.50,98     | Дніпропетровська областьЮлія Шаповал Вікторія Гринько Вікторія Кочмарик Дарина Ставнича | 3.53,52     |
| Стрибки у висоту          | Юлія Левченко Київ                                                              | 1,97        | Ірина Геращенко Київ                                                            | 1,97        | Катерина Табашник Харківська область                                                    | 1,97        |
| Стрибки з жердиною        | Марина Килипко Харківська область                                               | 4,50 SB     | Яна Гладійчук Київ                                                              | 4,30        | Юлія Максименко Дніпропетровська область                                                | 4,00        |
| Стрибки у довжину         | Марина Бех-Романчук Хмельницька область                                         | 6,85 PB     | Юлія Фірсова Київ                                                               | 6,26 PB     | Оксана Мартинова Харківська область                                                     | 6,22 PB     |
| Потрійний стрибок         | Ольга Саладуха Донецька область                                                 | 14,15       | Ганна Красуцька Донецька область                                                | 13,90       | Ольга Корсун Полтавська область                                                         | 13,57 PB    |
| Штовхання ядра            | Ольга Голодна Київська область                                                  | 16,48       | Анна Самолюк Київська область                                                   | 15,56 SB    | Світлана Марусенко Черкаська область                                                    | 14,98       |
| П'ятиборство              | Аліна Шух Київська область                                                      | 4581        | Рімма Гордієнко Дніпропетровська область                                        | 4265        | Ірина Рофе-Бекетова Харківська область                                                  | 4262        |

## Онлайн-трансляція
- День 1 (ранкова сесія) на YouTube
- День 1 (вечірня сесія) на YouTube
- День 2 (ранкова сесія) на YouTube
- День 2 (вечірня сесія) на YouTube
- День 3 на YouTube